# The Prom (musical)
The Prom è un musical con libretto di Bob Martin, testi di Chad Beguelin e colonna sonora di Matthew Sklar, debuttato ad Atlanta nel 2016 e a Broadway nel 2018, vincendo il Drama Desk Award al miglior nuovo musical.
Nel 2020 Ryan Murphy ha diretto l'omonimo adattamento cinematografico con Meryl Streep e Nicole Kidman.

## Trama

### Atto I
Il musical di Broadway Eleanor! The Eleanor Roosevelt Story è un clamoroso flop e viene stroncato dal New York Times per la totale incapacità dei protagonista Dee Dee Allen e Barry Glickman di immedesimarsi nei loro personaggi, dato che entrambi sono troppo concentrati su loro stessi. I due allora decidono di provare ad apparire più altruisti e per farlo sceglieranno una buona causa da sostenere. Chiedono quindi aiuto ai loro amici Trent Olivier e Angie Dickinson. Trent ha studiato alla prestigiosa Juilliard School, ma la sua carriera non è mai decollata e ora l'attore recita in una modesta produzione regionale di Godspell; Angie invece è senza lavoro, dato che si è licenziata dal musical Chicago dato che i produttori non le hanno mai lasciato interpretare la protagonista nonostante i vent'anni di onorato servizio come ballerina di fila. I quattro trovano su Twitter Emma, un'adolescente dell'Indiana il cui ballo di fine anno è stato cancellato dalla scuola dopo che la ragazza aveva espresso l'intenzione di andarci con la fidanzata. I quattro allora decidono di migliorare la loro reputazione aiutando Emma e gli attori partono per l'Indiana.
Intanto in Indiana Emma è vittima di bullismo a scuola, ma si fa forza ricordandosi che non tutti sono così cattivi. Mr Hawkins, preside della scuola e sostenitore di Emma, cerca di confortarla: ha parlato con un avvocato e crede di poter ripristinare il prom. Durante l'incontro genitori-insegnanti il preside sta portando a termine con successo le trattative quando irrompono Dee Dee, Barry, Angie e Trent protestando contro l'ingiustizia subita da Emma. Emma vorrebbe portare al ballo la sua ragazza Alyssa, ma la giovane è molto popolare e non vuole rovinare la sua reputazione facendo coming out, nonostante sia innamorata di Emma. Gli attori cercano di pubblicizzare la situazione con un concerto, ma l'unico spazio che riescono ad ottenere è lo spettacolo dell'intervallo di un'esibizione di monster truck. I quattro recitano insieme ai colleghi di Trent del cast di Godspell, ma lo spettacolo è un flop.
Gli avvocati sono riusciti a farsi valere e hanno ottenuto che il ballo di fine anno si tenesse regolarmente. Emma ringrazia gli attori e Mr Hawkins e Dee Dee vanno ad Applebee's per festeggiare. Ora che il prom è stato confermato, gli studenti cercano partner con cui andarci. Emma lo chiede ad Alyssa, che accetta e promette di dichiarare la propria omosessualità prima del ballo. Mr Hawking intanto si rivela essere un amante di Broadway e un grande fan di Dee Dee. Barry aiuta Emma a prepararsi per il ballo e le racconta che, in quanto gay, lui non aveva avuto la possibilità di andare al suo prom. Emma chiede a Berry di accompagnarla nella palestra, dato che è troppo nervosa per andarsi da sola, ma quando entrano scoprono che è vuota. Mr Hawkins confessa che il comitato dei genitori e degli insegnanti hanno boicottato il prom organizzando un ballo scolastico parallelo dall'altra parte della città. Dee Dee teme che questo fallimento getterà una cattiva luce su di lei e così Mr Hawkins capisce quando sia egocentrica. Emma chiede ad Alyssa se lei sapesse dell'altro prom e la ragazza afferma di no. Alyssa inoltre rifiuta di fare coming out ed Emma, con il cuore spezzato, chiede agli attori di tornarsene a casa e lascia la palestra.

### Atto II
Dopo il falso prom la scuola riceve molta attenzione da parte dei media. Gli attori incoraggiano Emma a farsi sentire, ma lei è troppo spaventata. Per farle trovare fiducia in se stessa Annie le parla delle coreografie di Broadway e le racconta di Bob Fosse e della produzione originale di Chicago. Dee Dee torna dal preside, che però è rimasto troppo deluso dall'egocentrismo della diva. Per riconquistare il preside, Dee Dee promette di migliorare e gli canta la sua canzone preferita. Trent intanto prova a cambiare la mentalità omofoba dei giovani locali, dato che anche lui è cresciuto in una cittadina. Scontrandosi con il bigottismo locale, Trent incoraggia tutti ad avere una mentalità più aperta e accettarsi gli uni con gli altri.
Alyssa incontra Emma per scusarsi con lei, dicendole che è per colpa della madre omofoba che non si sente di dichiararsi; Emma però è troppo ferita e lascia Alyssa. Gli attori provano a convincere Emma ad andare a parlare in televisione, ma la ragazza ha un suo piano per riprendere il controllo della propria storia. Emma chiede a Barry di accompagnarla al prom, dandogli così la possibilità di rivivere un momento sprecato della sua adolescenza. La ragazza registra un video di se stessa mentre canta una canzone sulla propria resilienza e decisione di vivere apertamente la propria sessualità. La ragazza posta il video su internet e con esso riesce a convincere altri membri della comunità LGBTQ locale a sostenerla. Il video diventa virale e gli attori organizzano un prom apposta per tutti gli adolescenti omosessuali e transgender della zona. La scuola però non ha i soldi per finanziare il progetto.
Gli attori allora finanziano di tasca propria il nuovo ballo: gli studenti sono entusiasti e anche quelli inizialmente riluttanti sono stati convinti dal discorso di Trent. Trent allora decide di rimanere in Indiana e di insegnare teatro alla scuola di Emma. Alyssa fa coming out davanti alla madre e tutta la scuola, proclamando il suo amore per Emma. La madre di Alyssa è combattuta, ma Barry la convince, dicendole che se non riuscirà ad accettare la figlia allora la perderà per sempre. Dee Dee e Barry riconsiderano le proprie definizioni di successo, mentre la scuola organizza un nuovo ballo di fine anno per studenti omo ed eterosessuali, uniti e felici tutti insieme.

## Numeri musicali
Atto I
- Changing Lives - Dee Dee, Barry, Ensemble
- Changing Lives (Reprise) - Dee Dee, Barry, Angie, Trent
- Just Breathe - Emma
- It's Not About Me - Dee Dee, Barry, Angie, Trent, Ensemble
- Dance with You - Emma, Alyssa
- The Acceptance Song - Trent, Dee Dee, Barry, Angie, Ensemble
- You Happened - Emma, Alyssa, Ensemble
- We Look to You - Mr. Hawkins
- Tonight Belongs to You - Barry, Emma, Mrs. Greene, Ensemble

Atto II
- Entr'acte - Orchestra
- Zazz - Angie, Emma
- The Lady's Improving - Dee Dee
- Love Thy Neighbor - Trent, Ensemble
- Alyssa Greene - Alyssa
- Barry Is Going to Prom - Barry
- Unruly Heart - Emma, Ensemble
- It's Time to Dance - Emma, Alyssa, tutta la compagnia

## Ideazione

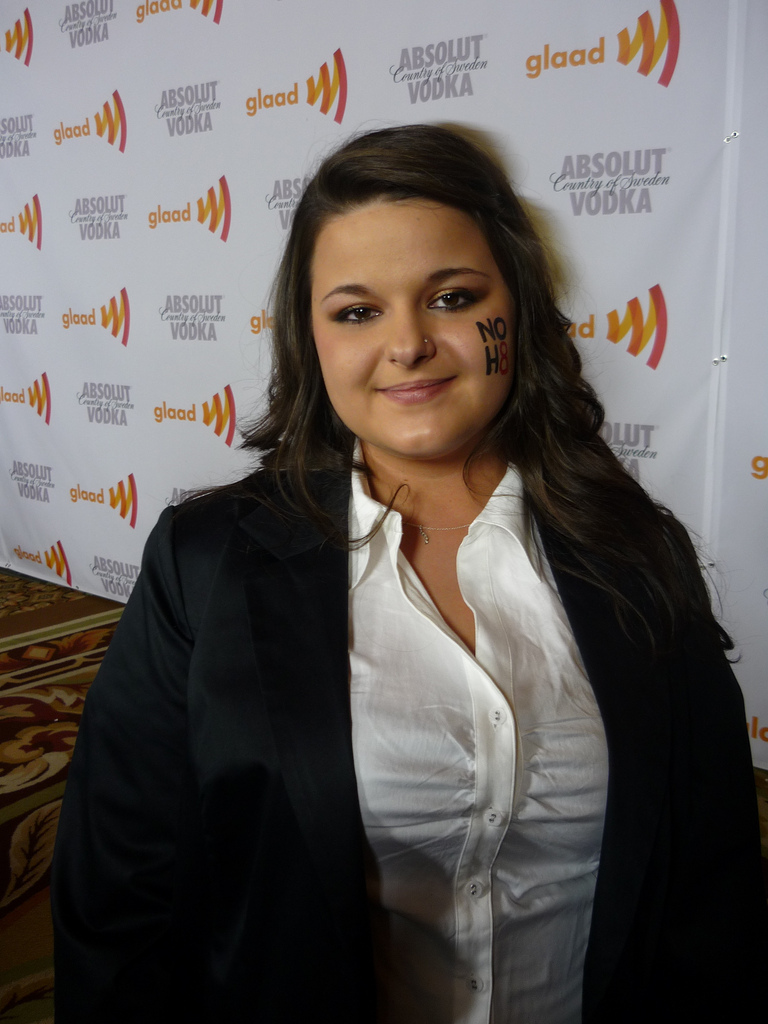
Constance McMillen, la cui storia fu d'ispirazione per la trama del musical

The Prom è liberamente tratto da fatti accaduti a Fulton nel 2010. La studentessa Constance McMillan voleva partecipare al ballo di fine anno all'Itawamba Agricultural High School, ma il consiglio scolastico le vietò la partecipazione dato che la ragazza voleva andare al ballo indossando lo smoking e portando la sua ragazza. Quando la McMillen fece pressioni per poter partecipare la scuola cancellò completamente il ballo. La ragazza e l'American Civil Liberties Union fecero causa alla scuola e il tribunale stabilì che l'istituto avesse violato il primo emendamento, anche se la corte non impose alla scuola di rivedere la propria posizione circa l'annullamento del prom. Diverse celebrità come i Green Day e Lance Bass attirarono l'attenzione mediatica sull'evento e sponsorizzarono un ballo alternativo in cui gli studenti omosessuali potessero partecipare senza ripercussioni.

## Storia delle rappresentazioni

### Atlanta, 2016
The Prom ha avuto la sua prima all'Alliance Theatre di Atlanta il 18 agosto 2016, rimanendo in cartellone per un mese fino al 25 settembre dello stesso anno. Casey Nicholaw curava la regia e le coreografie, mentre le scenografie erano di Scott Pask, i costumi di Ann Roth e Matthew Pachtman, le luci di Kenneth Posner e il sound design di Peter Hylenski. Il cast principale era composto da Brooks Ashmanskas (Barry), Beth Leavel (Dee Dee), Christopher Sieber (Trent), Caitlin Kinnunen (Emma), Anna Grace Barlow (Alyssa), Martin Moran (preside Tom Hawkins) ed Angie Schworer (Angie).

### Broadway, 2018
The Prom debuttò al Longacre Theatre di Broadway il 15 novembre 2018, dopo ventitré anteprime iniziate il 23 ottobre. Nicholaw tornò a curare la regia, mentre gran paste del cast principale di Atlanta rimase invariato, con l'eccezione di Michael Potts che rimpiazzò Moran nel ruolo di Tom Hawkins e Isabella McCalla che sostituì la Barlow nel ruolo di Alyssa Greene. The Prom ottenne recensioni positive dalle maggiori testate statunitensi e vinse il Drama Desk Award al miglior musical. Fu inoltre candidato a sette Tony Award, tra cui miglior musical. Il musical è rimasto in cartellone al Longacre Theatre fino all'11 agosto 2019, andando in scena per 309 rappresentazioni.

### Altri allestimenti
Una tournée del musical ha toccato venti delle maggiori città statunitensi tra l'autunno 2021 e l'autunno 2022. Il musical ha avuto la sua prima internazionale nel novembre 2021 a Città del Messico e il mese successivo un allestimento in tedesco è andato in scena ad Emmen, Svizzera.

## Riconoscimenti
Tony Award (2019)
- Candidatura al miglior musical
- Candidatura al miglior libretto di un musical per Chad Beguelin e Bob Martin
- Candidatura alla miglior colonna sonora originale per Chad Beguelin e Matthew Sklar
- Candidatura al miglior attore protagonista in un musical per Brooks Ashmanskas
- Candidatura alla miglior attrice protagonista in un musical per Beth Leavel
- Candidatura alla miglior attrice protagonista in un musical per Caitlin Kinnunen
- Candidatura alla miglior regia di un musical per Casey Nicholaw

Drama Desk Award (2019)
- Miglior musical
- Candidatura al miglior libretto di un musical per Chad Beguelin e Bob Martin
- Candidatura alla miglior colonna sonora originale per Chad Beguelin e Matthew Sklar
- Candidatura ai migliori testi per Chad Beguelin
- Candidatura al miglior attore in un musical per Brooks Ashmanskas
- Candidatura alla miglior attrice in un musical per Beth Leavel

Outer Critics Circle Award (2019)
- Candidatura al miglior musical
- Candidatura alla miglior colonna sonora originale per Chad Beguelin e Matthew Sklar
- Candidatura al miglior attore in un musical per Brooks Ashmanskas
- Candidatura alla miglior attrice in un musical per Beth Leavel

Drama League Award (2019)
- Candidatura al miglior musical
- Candidatura alla miglior performance per Brooks Ashmanskas
- Candidatura alla miglior performance per Beth Leavel

## Adattamenti
Nel 2020 Ryan Murphy ha diretto l'omonimo adattamento cinematografico del musical, disponibile su Netflix dal dicembre 2020. Fanno parte del cast: Meryl Streep (Dee Dee), James Corden (Barry), Andrew Rannells (Trent), Nicole Kidman (Angie), Kerry Washington (preside Greene) e Ariana DeBose (Ashley).
Nel 2019 la Penguin Random House ha pubblicato una novellizzazione del musical scritta da Saundra Mitchell.